# 黄巧云
黄巧云 (1964年9月—)，华中农业大学资源与环境学院院长、教授，主要从事土壤方面的研究工作。入选中华人民共和国教育部2008年度"长江学者"特聘教授，新世纪百千万人才工程国家级人选，享受国务院政府特殊津贴。